# Lancaster Gordon
Lancaster Gordon est un joueur américain de basket-ball né le 24 juin 1962 à Jackson, Mississippi.
Après quatre saisons au niveau universitaire avec les Cardinals de Louisville, il se présente à la Draft 1984 de la NBA et est sélectionné en huitième position par les Clippers de Los Angeles. Il y joue seulement quatre saisons et termine sa carrière le 26 février 1988. Il joue au total 201 matchs en NBA et marque en moyenne 5,6 points par rencontre.